# 坂井美雪
坂井美雪（さかい みゆき）は、日本の女性プロビリヤードプレーヤー。WPBA(Women's Professional Billard Association)所属、日本プロポケットビリヤード連盟第44期生。ニックネームは、Lady Samurai（レディーサムライ）。

## 来歴・人物
福岡県福岡市で3歳まで過ごし、その後福岡県久留米市へ移り住む。高校1年の時に交換留学制度を利用してカリフォルニアへ留学。当初の期間は1年であったが両親を説得して3年間過ごすことになった。その際、家の隣がビリヤード場であったため、友達などとの待ち合わせによく利用していた。この時はまだ遊び程度でビリヤードに接していた。
高校卒業後は帰国し短大へ進学。アナウンサー志望であったが叶わなかったこともあり、東京都へ上京して高校時代から続けていたというダンスに注力、一時はプロダクションへも所属したが、親が病気となってしまい断念せざるを得なくなってしまった。
福岡へ戻った後は趣味として取り組んでいたビリヤードに関連した事業としてプールバーを経営。店で練習しているうちに上達の実感が湧き、プロとなって世界を目指すことを決意。2001年には日本ビリヤード機構のプロとなったが、トップクラスになっても出場できる試合に制限ができてしまうという理由から2003年末に退会し、翌2004年1月に単身で渡米、WPBAツアーへ挑戦する。
本ツアーへ出場する権利を得るための地域予選を戦い、初参加より2戦連続で優勝を果たし、渡米から僅か2ヶ月程度で本ツアーへ2回出場するための権利を得た。そのためすぐにスポンサーもついた。2004年には本ツアーの予選を6回通過、ランキングポイントを上げて行き、2005年4月に同団体のツアーイングプロへ昇格、日本人女性唯一のWPBAツアーイングプロとして活躍を始める。
2006年にはIPTの正式メンバとして参加。マイク・シーゲルと知り合いであるスポンサーがIPTの話を聞き、勝手に応募した。2009年には日本プロポケットビリヤード連盟のプロ試験に合格し、第44期生となる。
- 身長164cm
- A型
- PLAY CUE：ジナ

アメリカの名匠アーニー・ギュティェレズが手掛けた名品「これを逃したら、一生手に入らない」そう思って迷わず購入したという。値段は200万ほど。
- BRAKE CUE：プレデターBK2
- HOME GROUND：東京、フロリダ州オークランド

## 成績

### タイトル
2003年
- 東京ナインボール 準優勝

2004年
- 瀬戸内カップ
- 九州レディース・オープン
- 大阪ローテーション・オープン

2005年
- Chesapeak Area Tour
- Hunter Classics Womans Tour
- Planet Pool Tour
- SE Amateur Ladies Tour
- Korea International Open
- Northwest Womans Tour

2006年
- ダービークラシックに参戦
- BCA Open に参戦
- WPBA ツアー全8 戦に参戦

### WPBAにおけるランキング
- 2005年 WPBA ランキング 24位
- 2006年 WPBA ランキング 26位
- 2007年 WPBA ランキング 19位

## TV出演
- エナジーチャージ（2006年4月30日、tss）

世界一を目指すという信念の元に単身アメリカに渡り、その活躍ぶりは新聞にも紹介されたほど。
- 未来図鑑 ～NEXT BREAKER～（2007年2月26日、BSジャパン）
- 中居正広の金曜日のスマたちへ（2008年2月15日、TBS系列）

番組では、その美貌と共に普段のトレーニング風景や華麗なテクニックを披露した。